# Vasile Constantin
Vasile Nicolae Constantin (n. 18 ianuarie 1998, Craiova, România) este un fotbalist român, care joacă pe post de mijlocaș la CSM Alexandria în Liga a III-a.